# Wereldbeker mountainbike 2019
De Wereldbeker mountainbike 2019 werd gehouden van mei tot en met september 2019. Mountainbikers streden in de disciplines crosscountry en downhill.
De crosscountry-evenementen bestonden uit zeven onderdelen, gehouden van half mei tot en met begin september. Er werden zes manches in Europa gehouden en één in Noord-Amerika. De wedstrijden in het downhill stonden van eind april tot begin september op het programma, en bestonden uit acht manches.

## Crosscountry

### Mannen

#### Kalender en podia
| Nr. | Datum      | Locatie     | Eerste               | Tweede               | Derde             | Leider in het klassement |
| --- | ---------- | ----------- | -------------------- | -------------------- | ----------------- | ------------------------ |
| 1.  | 19/05/2019 | Albstadt    | Mathias Flückiger    | Mathieu van der Poel | Jordan Sarrou     | Mathias Flückiger        |
| 2.  | 26/05/2019 | Nové Město  | Mathieu van der Poel | Nino Schurter        | Mathias Flückiger | Mathieu van der Poel     |
| 3.  | 07/07/2019 | Vallnord    | Nino Schurter        | Mathias Flückiger    | Henrique Avancini | Nino Schurter            |
| 4.  | 14/07/2019 | Les Gets    | Nino Schurter        | Gerhard Kerschbaumer | Henrique Avancini | Nino Schurter            |
| 5.  | 04/08/2019 | Val di Sole | Mathieu van der Poel | Mathias Flückiger    | Nino Schurter     | Nino Schurter            |
| 6.  | 11/08/2019 | Lenzerheide | Mathieu van der Poel | Nino Schurter        | Mathias Flückiger | Nino Schurter            |
| 7.  | 08/09/2019 | Snowshoe    | Lars Forster         | Nino Schurter        | Maxime Marotte    | Nino Schurter            |

#### Eindstand
| Pos. | Renner               | ALB | NOV | VAL | LES | VAL | LEN | SNO | Punten |
| ---- | -------------------- | --- | --- | --- | --- | --- | --- | --- | ------ |
| 1    | Nino Schurter        | 3   | 2   | 1   | 1   | 4   | 2   | 1   | 1.995  |
| 2    | Mathieu van der Poel | 2   | 1   |     | 4   | 1   | 1   |     | 1.649  |
| 3    | Henrique Avancini    | 8   | 3   | 2   | 2   | 3   | 5   | 3   | 1.565  |
| 4    | Mathias Flückiger    | 1   | 5   | 3   | 12  | 2   | 4   |     | 1.348  |
| 5    | Jordan Sarrou        | 5   | 7   | 5   | 11  | 12  | 17  | 5   | 1.097  |
| 6    | Gerhard Kerschbaumer | 21  | 8   | 4   | 3   | 8   | 9   | 16  | 1.060  |
| 7    | Maxime Marotte       | 4   | 4   | 15  | 13  | 56  | 12  | 4   | 986    |
| 8    | Titouan Carod        | 6   | 11  | 10  | 30  | 16  | 6   | 6   | 933    |
| 9    | Stéphane Tempier     | 9   | 43  | 14  | 8   | 10  | 10  | 9   | 885    |
| 10   | Victor Koretzky      | 25  | 48  | 7   | 9   | 24  | 3   | 11  | 853    |
| 11   | Ondřej Cink          | 40  | 6   | 9   | 5   | 23  | 26  | 17  | 781    |
| 12   | Lars Forster         | 15  |     | 26  | 14  | 19  | 16  | 2   | 763    |
| 13   | Jens Schuermans      | 13  | 31  | 18  | 6   | 9   | 37  | 12  | 744    |
| 14   | Luca Braidot         | 14  | 16  |     | 15  | 5   | 8   | 24  | 702    |
| 15   | Anton Cooper         | 17  | 10  | 6   | 34  | 15  | 20  | 36  | 676    |

### Vrouwen

#### Kalender en podia
| Nr. | Datum      | Locatie     | Eerste                 | Tweede            | Derde                  | Leidster in het klassement |
| --- | ---------- | ----------- | ---------------------- | ----------------- | ---------------------- | -------------------------- |
| 1.  | 19/05/2019 | Albstadt    | Kate Courtney          | Jolanda Neff      | Jana Belomoina         | Kate Courtney              |
| 2.  | 26/05/2019 | Nové Město  | Kate Courtney          | Rebecca McConnell | Haley Smith            | Kate Courtney              |
| 3.  | 07/07/2019 | Vallnord    | Anne Terpstra          | Jolanda Neff      | Jana Belomoina         | Kate Courtney              |
| 4.  | 14/07/2019 | Les Gets    | Kate Courtney          | Jolanda Neff      | Elisabeth Brandau      | Kate Courtney              |
| 5.  | 04/08/2019 | Val di Sole | Pauline Ferrand-Prévot | Jolanda Neff      | Jenny Rissveds         | Jolanda Neff               |
| 6.  | 11/08/2019 | Lenzerheide | Jenny Rissveds         | Anne Terpstra     | Pauline Ferrand-Prévot | Jolanda Neff               |
| 7.  | 08/09/2019 | Snowshoe    | Pauline Ferrand-Prévot | Anne Terpstra     | Annie Last             | Kate Courtney              |

#### Eindstand
| Pos. | Renster                | ALB | NOV | VAL | LES | VAL | LEN | SNO | Punten |
| ---- | ---------------------- | --- | --- | --- | --- | --- | --- | --- | ------ |
| 1    | Kate Courtney          | 1   | 1   | 3   | 1   | 14  | 7   | 5   | 1.772  |
| 2    | Jolanda Neff           | 2   | 5   | 1   | 2   | 2   | 4   | 11  | 1.742  |
| 3    | Pauline Ferrand-Prévot | 33  | 7   | 8   | 4   | 1   | 2   | 1   | 1.575  |
| 4    | Anne Terpstra          | 7   | 10  | 2   | 6   | 10  | 3   | 2   | 1.480  |
| 5    | Rebecca McConnell      | 12  | 2   | 23  | 8   | 4   | 5   | 4   | 1.217  |
| 6    | Anne Tauber            | 3   | 11  | 9   | 13  | 3   | 9   | 13  | 1.078  |
| 7    | Sina Frei              | 11  | 8   | 10  | 5   | 6   | 6   | 21  | 1.067  |
| 8    | Jenny Rissveds         |     | 38  | 11  | 16  | 8   | 1   | 3   | 1.015  |
| 9    | Chloe Woodruff         | 4   | 4   |     |     | 5   | 8   | 7   | 940    |
| 10   | Catharine Pendrel      | 15  | 18  | 12  | 11  | 13  | 10  | 10  | 878    |
| 11   | Elisabeth Brandau      | 6   | 20  | 13  | 3   | 11  | 37  | 24  | 871    |
| 12   | Jana Belomoina         | 5   | 13  | 4   | 14  | 9   |     | 16  | 836    |
| 13   | Annie Last             | 38  | 12  | 14  | 18  | 24  | 16  | 6   | 783    |
| 14   | Lea Davison            | 35  | 14  | 21  | 9   | 16  | 15  | 8   | 774    |
| 15   | Eva Lechner            | 23  | 16  | 15  | 12  | 7   | 21  | 15  | 757    |

## Downhill

### Mannen

#### Kalender en podia
| Nr. | Datum      | Locatie      | Eerste           | Tweede         | Derde            | Leider in het klassement |
| --- | ---------- | ------------ | ---------------- | -------------- | ---------------- | ------------------------ |
| 1.  | 28/04/2019 | Maribor      | Loïc Bruni       | Danny Hart     | Troy Brosnan     | Loïc Bruni               |
| 2.  | 02/06/2019 | Fort William | Amaury Pierron   | Troy Brosnan   | Loris Vergier    | Troy Brosnan             |
| 3.  | 09/06/2019 | Leogang      | Loïc Bruni       | Greg Minnaar   | Troy Brosnan     | Troy Brosnan             |
| 4.  | 07/07/2019 | Vallnord     | Matteo Iniguez   | Lucas Cruz     | Patrick Laffey   | Loïc Bruni               |
| 5.  | 14/07/2019 | Les Gets     | Amaury Pierron   | Loïc Bruni     | Laurie Greenland | Loïc Bruni               |
| 6.  | 04/08/2019 | Val di Sole  | Laurie Greenland | Loïc Bruni     | Loris Vergier    | Loïc Bruni               |
| 7.  | 11/08/2019 | Lenzerheide  | Amaury Pierron   | Greg Minnaar   | Loïc Bruni       | Loïc Bruni               |
| 8.  | 08/09/2019 | Snowshoe     | Danny Hart       | Amaury Pierron | Charlie Harrison | Loïc Bruni               |

### Vrouwen

#### Kalender en podia
| Nr. | Datum      | Locatie      | Eerste          | Tweede          | Derde               | Leidster in het klassement |
| --- | ---------- | ------------ | --------------- | --------------- | ------------------- | -------------------------- |
| 1.  | 28/04/2019 | Maribor      | Tahnée Seagrave | Rachel Atherton | Tracey Hannah       | Tahnée Seagrave            |
| 2.  | 02/06/2019 | Fort William | Rachel Atherton | Tracey Hannah   | Nina Hoffmann       | Rachel Atherton            |
| 3.  | 09/06/2019 | Leogang      | Tracey Hannah   | Nina Hoffmann   | Kate Weatherly      | Tracey Hannah              |
| 4.  | 07/07/2019 | Vallnord     | Rachel Atherton | Marine Cabirou  | Tracey Hannah       | Tracey Hannah              |
| 5.  | 14/07/2019 | Les Gets     | Tracey Hannah   | Marine Cabirou  | Mariana Salazar     | Tracey Hannah              |
| 6.  | 04/08/2019 | Val di Sole  | Marine Cabirou  | Tracey Hannah   | Camille Balanche    | Tracey Hannah              |
| 7.  | 11/08/2019 | Lenzerheide  | Marine Cabirou  | Tracey Hannah   | Emilie Siegenthaler | Tracey Hannah              |
| 8.  | 08/09/2019 | Snowshoe     | Marine Cabirou  | Myriam Nicole   | Veronika Widmann    | Tracey Hannah              |

1991 · 
1992 · 
1993 · 
1994 · 
1995 · 
1996 · 
1997 · 
1998 · 
1999 · 
2000 · 
2001 · 
2002 · 
2003 · 
2004 · 
2005 · 
2006 · 
2007 · 
2008 · 
2009 · 
2010 · 
2011 · 
2012 · 
2013 · 
2014 · 
2015 · 
2016 · 
2017 · 
2018 · 
2019 · 
2020 · 
2021 · 
2022 · 
2023 · 
2024 · 
2025